# Castillo de Ardgillan
El castillo de Ardgillan (en inglés: Ardgillan Castle) es una gran casa de campo situada en Balbriggan, en el condado de Dublín, Irlanda. Se encuentra en la finca llamada Ardgillan Demesne [Tierras solariegas de Ardgillan]. Mostrando adornos almenados, el edificio tiene vistas de la costa y de la localidad de Skerries. El castillo consiste en un edificio de dos plantas y un sótano que se extiende hacia el sur bajo los campos.

## Historia
El castillo fue construido por el reverendo Robert Taylor en 1738. Fue propiedad de la familia Taylor hasta 1962, cuando pasó a Heinrich Potts de Westfalia. En 1982 fue vendida al condado de Fingal. Hoy en día está abierto al público.

## Otros datos
Se dice que el fantasma de una mujer se aparece en el puente - conocido localmente como The Lady's Stairs - que hay sobre la cercana línea de ferrocarril al final del jardín. El puente fue dañado por un choque en 2006 y renovado y reabierto finalmente en 2007.
En verano de 2005, la finca albergó una serie de conciertos. Entre los grupos que actuaron se encontraban Moby, REM, Meat Loaf y Status Quo.